# Олег і Айна
«Олег і Айна» (латис. «Oļegs un Aina») — радянський художній телефільм режисера Олександра Лейманіса, знятий на Ризькій кіностудії у 1973 році. Прем'єра фільму на Центральному телебаченні відбулася у 1974 році.

## Сюжет
Дія фільму проходить на одному з великих ризьких підприємств. Фрезерувальник Олег Щербаков, після захисту диплома технічного ВНЗ, переходить на інженерну посаду в конструкторське бюро. Там він знайомиться зі своєю колегою Айною Озолінею, автором проекту реорганізації виробництва.
Молоді люди відчувають почуття взаємної симпатії, допомагають один одному і зустрічаються вільними вечорами. Будучи хорошим практиком, Олег робить ряд вдалих пропозицій, але з часом починає сумніватися в правильності обраного шляху.
Незабаром приходить звістка про переоснащення і реконструкцію заводу, яке повинно пройти без скорочення виробництва. Підприємство в умовах, що склалися має буде працювати не знижуючи виробничого навантаження, для чого заплановано організувати інженерні групи в кожному цеху.
Головна відповідальність лягає на знову організовану експериментальну дільницю, створену по відкладеному проекту Айни Озоліні. Олег, який зібрався подати заяву про звільнення, залишається і включається в роботу над здійсненням поставленого завдання.

## У ролях
- Анатолій Грачов — Олег
- Ліліта Озоліня — Айна
- Улдіс Думпіс — Едуард
- Роландс Загорскіс — Андріс
- Яніс Грантіньш — Петеріс
- Олександр Боярський — Жарковський
- Ельза Радзиня — мати Айни
- Велта Ліне — мати Олега
- Аквеліна Лівмане — Ілга
- Вайроніс Яканс — Гулбіс
- Улдіс Лієлдіджс — директор заводу
- Петеріс Лієпіньш — фрезерувальник

## Знімальна група
- Автори сценарію: Олександр Корін,  Микола Розанцев
- Режисер-постановник: Олександр Лейманіс
- Оператор-постановник: Маріс Рудзитіс
- Композитор: Іварс Вігнерс
- Художник-постановник:  Віктор Шільдкнехт
- Звукооператор: Анна Патрікеєва